# Twice Upon a Time (film, 1983)
Pour l’article homonyme, voir Twice Upon a Time.
Pour plus de détails, voir Fiche technique et Distribution.
Le pays des rêves (Twice Upon a Time) est un film d'animation américain réalisé par John Korty et Charles Swenson, sorti en 1983.

## Fiche technique
- Réalisation : John Korty et Charles Swenson
- Scénario : John Korty, Charles Swenson, Suella Kennedy et Bill Couturié
- Montage : Jennifer Gallagher
- Musique : Dawn Atkinson et Ken Melville
- Sociétés de production : Korty Films et Lucasfilm
- Pays d'origine :  États-Unis
- Langue originale : anglais
- Genre : film d'animation
- Durée : 74 minutes
- Dates de sortie : 
  - États-Unis : 5 août 1983

## Distribution

### Voix originales
- Lorenzo Music : Ralph
- Julie Payne : Flora Faune
- James Cranna : Rod Rescueman / Scuzzbopper / Frivoli Foreman
- Hamilton Camp : Greensleaves
- Marshall Efron (en) : Synonamess Botch
- Judith Kahan (en) : la fée
- Paul Frees : le narrateur / le chef d'État / le juge

## Accueil
Le film n'a connu qu'une sortie limitée au cinéma car la société de distribution The Ladd Company était alors au bord de la faillite.